# Look Away
Look Away – singiel fińskiego producenta muzycznego Darude’a nagrany z gościnnym udziałem Sebastiana Rejmana i wydany 22 lutego 2019.
Utwór reprezentował Finlandię w 64. Konkursie Piosenki Eurowizji w Tel Awiwie zajmując ostatnie 17. miejsce w pierwszym półfinale z 23 punktami na koncie, nie zdobywając awansu do finału.
Do utworu zrealizowano oficjalny teledysk, który został opublikowany 22 lutego 2019 na kanale „Yle Areena” w serwisie YouTube. Za reżyserię klipu odpowiada Jaakko Manninen.

## Lista utworów
Digital download
1. „Look Away” – 2:59